# 스핏볼
스핏볼(영어: Spitball)은 공에 침을 묻혀서 공에 회전을 더 먹여 변화구의 각이 더 살아나게 던지는 공이다. 과거 메이저 리그 베이스볼에선 허용이 됐지만 현재는 투구시 공에 이물질(로진백의 송진 가루 제외)을 묻히는 게 금지됐기 때문에 금지된 구종이다. 그 이후로 불법적으로 스핏볼을 던졌다고 알려진 선수도 몇명 있었다. 최근에는 롯데 자이언츠의 이용훈 선수가 스핏볼 논란을 일으키기도 했다.

## 같이 보기
- 라이브볼 시대